# Uromastyx macfadyeni
Espèce
Synonymes
- Uromastyx ocellata macfadyeni Parker, 1932

Statut CITES
Uromastyx macfadyeni est une espèce de sauriens de la famille des Agamidae.

## Répartition
Cette espèce est endémique du Somaliland en Somalie.

## Étymologie
Cette espèce est nommée en l'honneur de William Archibald Macfadyen.

## Publication originale
- Parker, 1932 : Two collections of amphibians and reptiles from British Somaliland. Proceedings of the Zoological Society of London, vol. 1932, p. 335-367.